# Estación La Mostaza
La Mostaza fue una estación ferroviaria correspondiente al Longitudinal Norte ubicada en la comuna de Combarbalá, en la Región de Coquimbo, Chile. Actualmente la estación no presta servicios.

## Historia
Con el proceso de conexión de las vías ferroviarias del norte de Chile a través del Longitudinal Norte, una extensión ferroviaria entre la estación Illapel y Estación San Marcos construida desde norte a sur que inició sus obras en 1910 y fue entregada e inaugurada en 1913. Sin embargo esta estación no existía en los mapas de 1929.
En 1956, en la estación se instaló un operador automático para movilización “staff”.
Para 1967 la estación ya no aparece en mapas. Fue suprimida mediante decreto del 28 de julio de 1978.
Solo queda la obra gruesa del edificio de la estación; contaba con un desvío local y una vía principal.